# Insourcing
Insourcing é o oposto de outsourcing; isto é, insourcing é geralmente definido como a delegação de operações internas da companhia para um setor especializado nessas operações